# Žíňany
Žíňany je malá vesnice, část obce Soběhrdy v okrese Benešov. Nachází se asi 1,5 km na západ od Soběhrd. V roce 2009 zde bylo evidováno 16 adres. Žíňany je také název katastrálního území o rozloze 3,48 km². V katastrálním území Žíňany leží i Žíňánky.

## Historie
Dřívější název obce byl Velké Žíňany. První zmínka o Žíňanech se objevuje v listině krále Vratislava II. v roce 1085. Později Žíňany patřily k obci Lštění, které vlastnili páni z Dubé, do roku 1663 k panství Hrádek nad Sázavou (to vlastnili Valdštejnové) a od roku 1725 ke konopišťskému panství.
Žíňany i s blízkou osadou Žíňánky pak až do roku 1910 patřily k obci Mrač, v tomto roce však došlo k odtrhnutí obou osad a vytvoření samostatné obce Žíňany. Teprve v padesátých letech 20. století byly Žíňany i s Žíňánkami připojeny k obci Soběhrdy, pod kterou patří dodnes.

## Pamětihodnosti
- Zvonička z roku 1863, po roce 2000 zrestaurována. V roce 1928 byla během vichřice zbořena zeď kolem ní.

## Spolky
Sbor dobrovolných hasičů v Žíňanech byl založen v roce 1926 a v témže roce byla vybudována i hasičská zbrojnice. Sbor v současnosti kromě hasičských činností spravuje obecní majetek nebo pořádá společenské akce ve vsi.

## Galerie

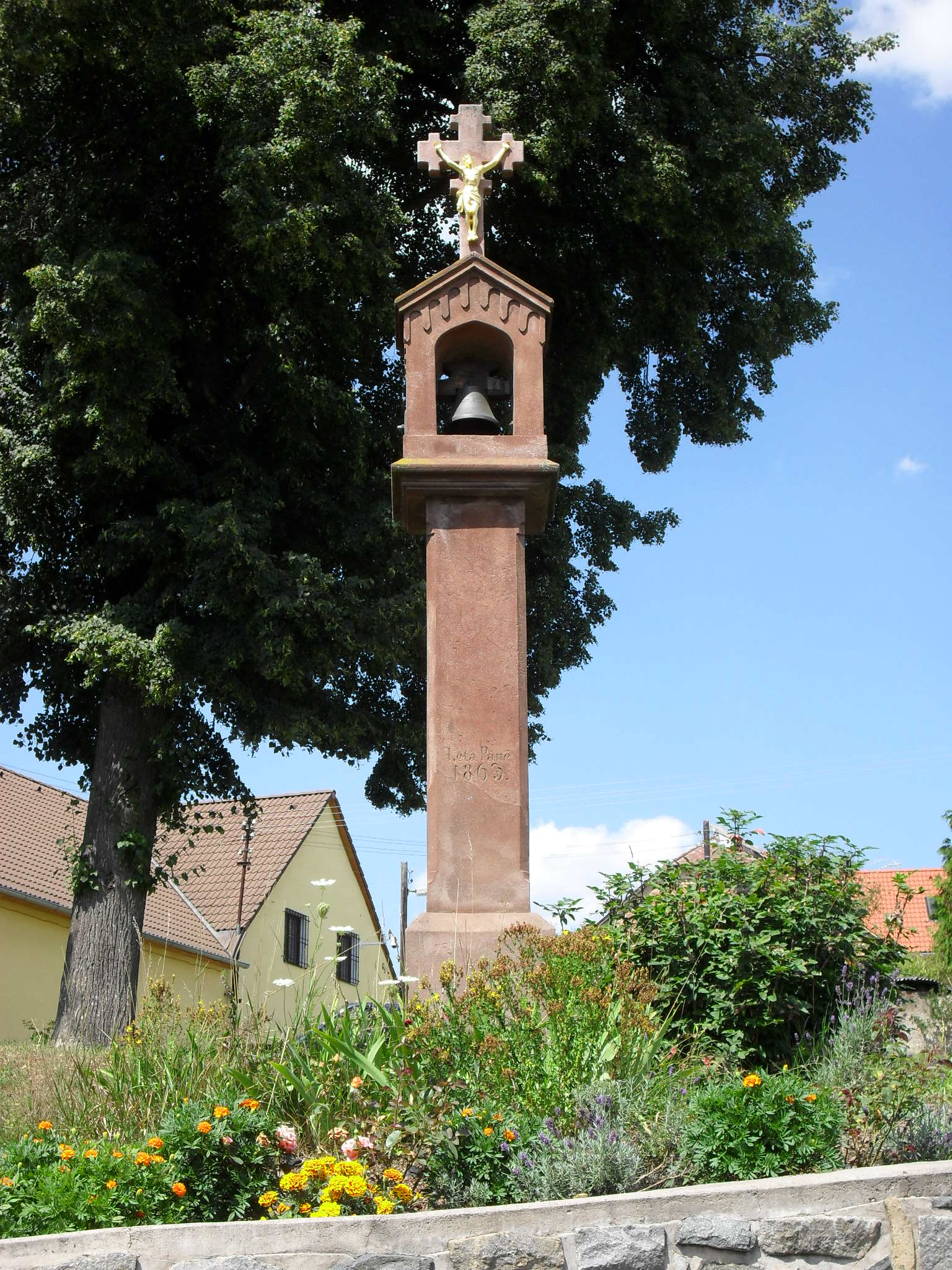
Zvonička v Žíňanech
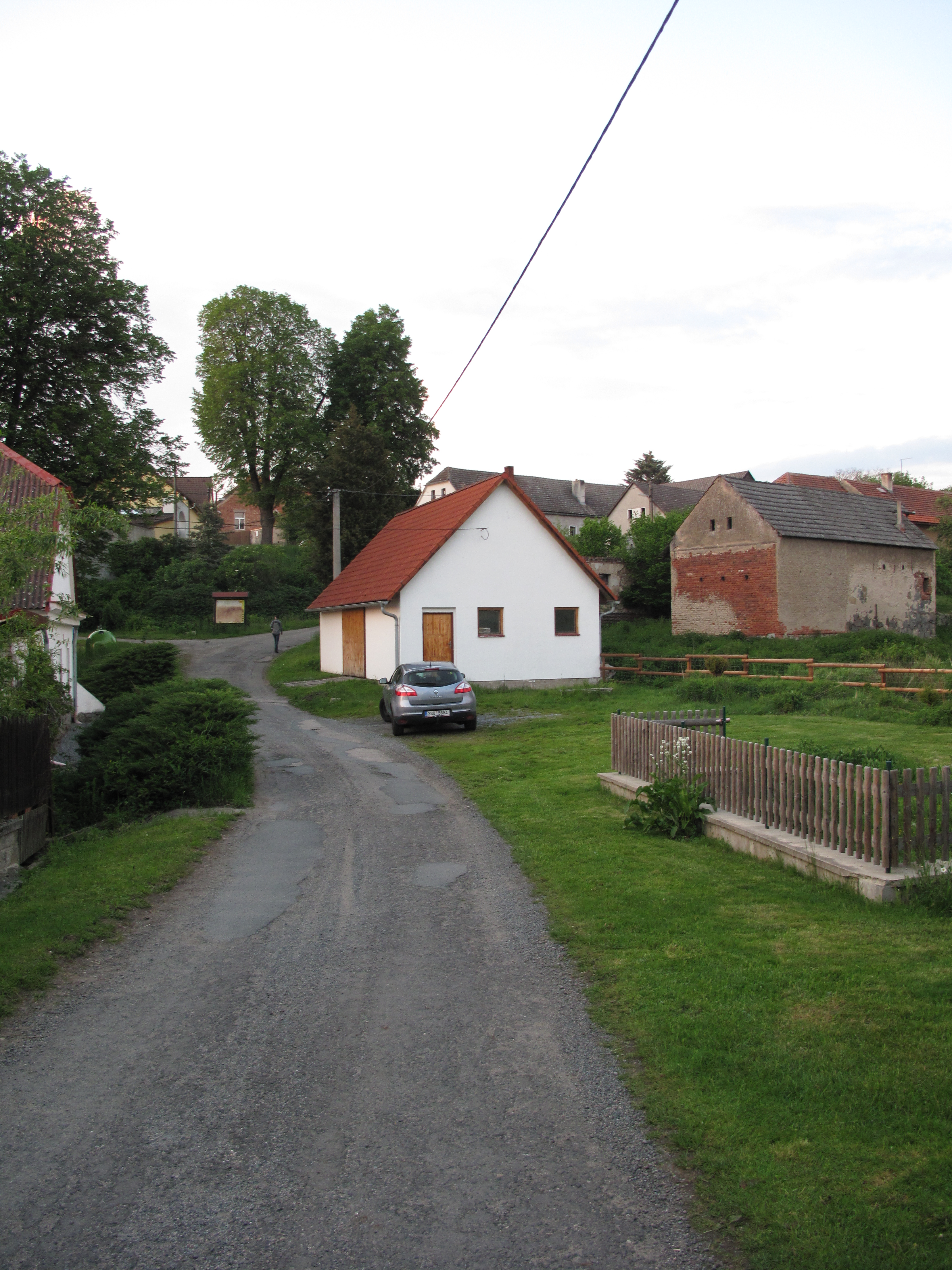
Domy (2019)
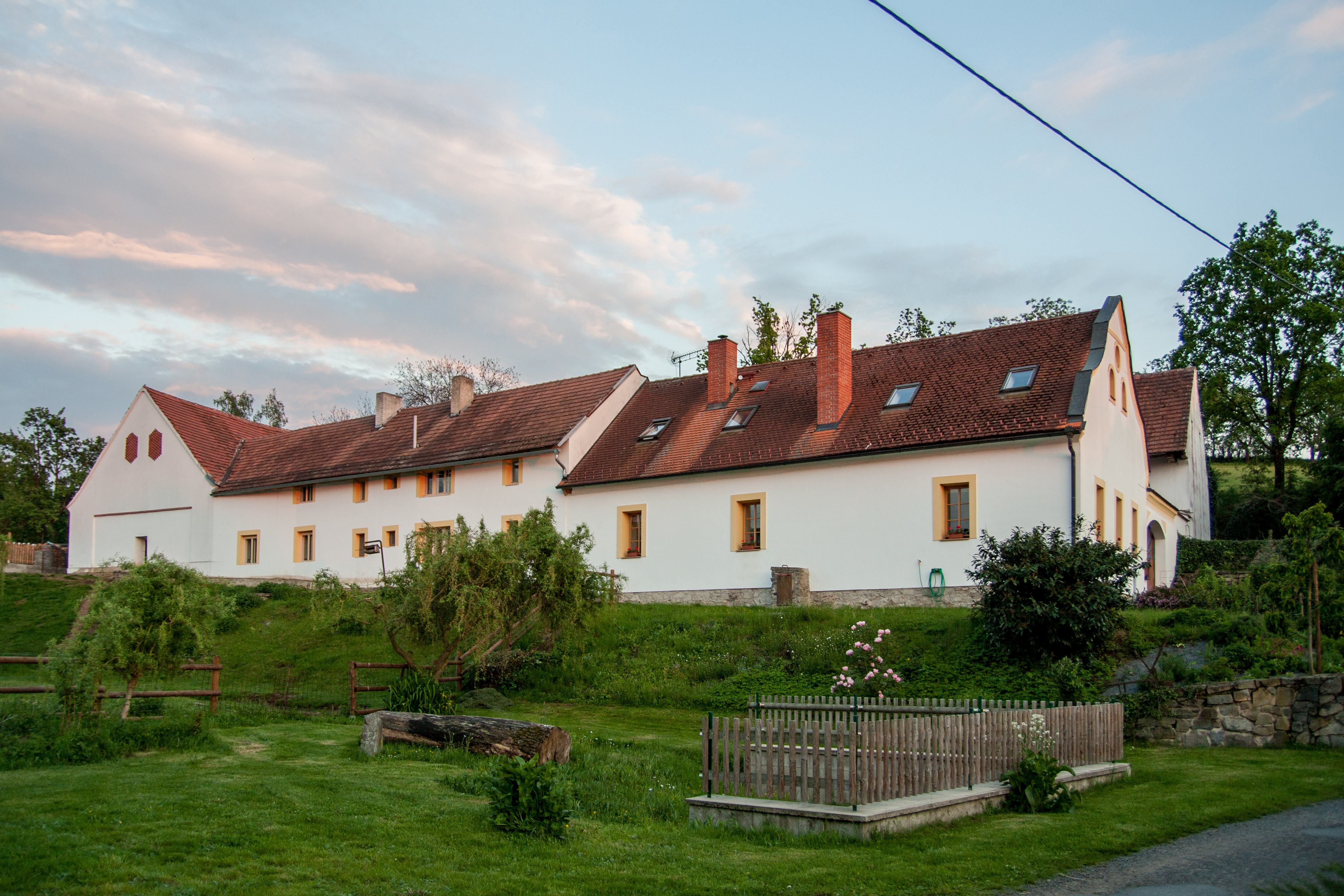
Usedlost (2019)
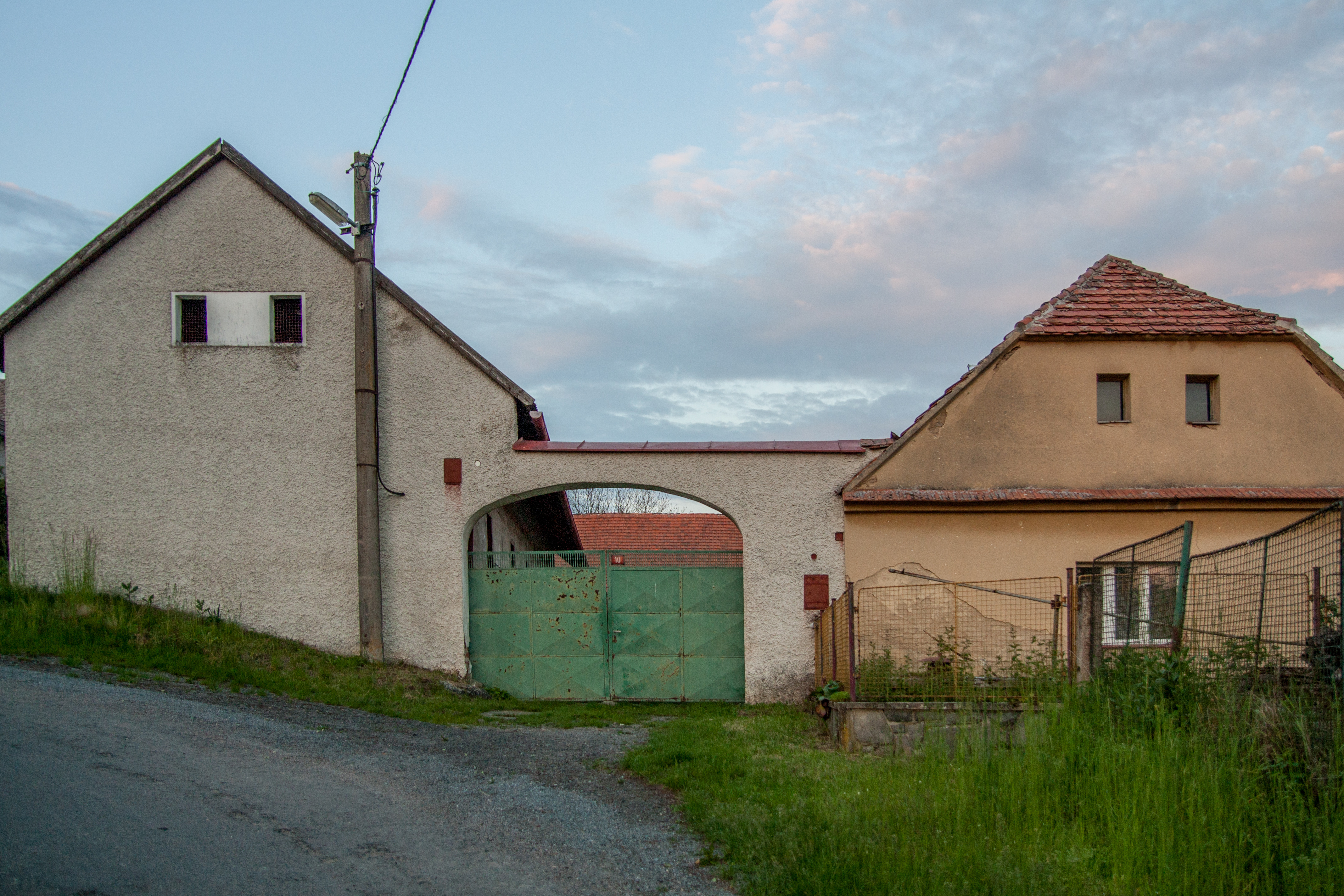
Brána do dvora (2019
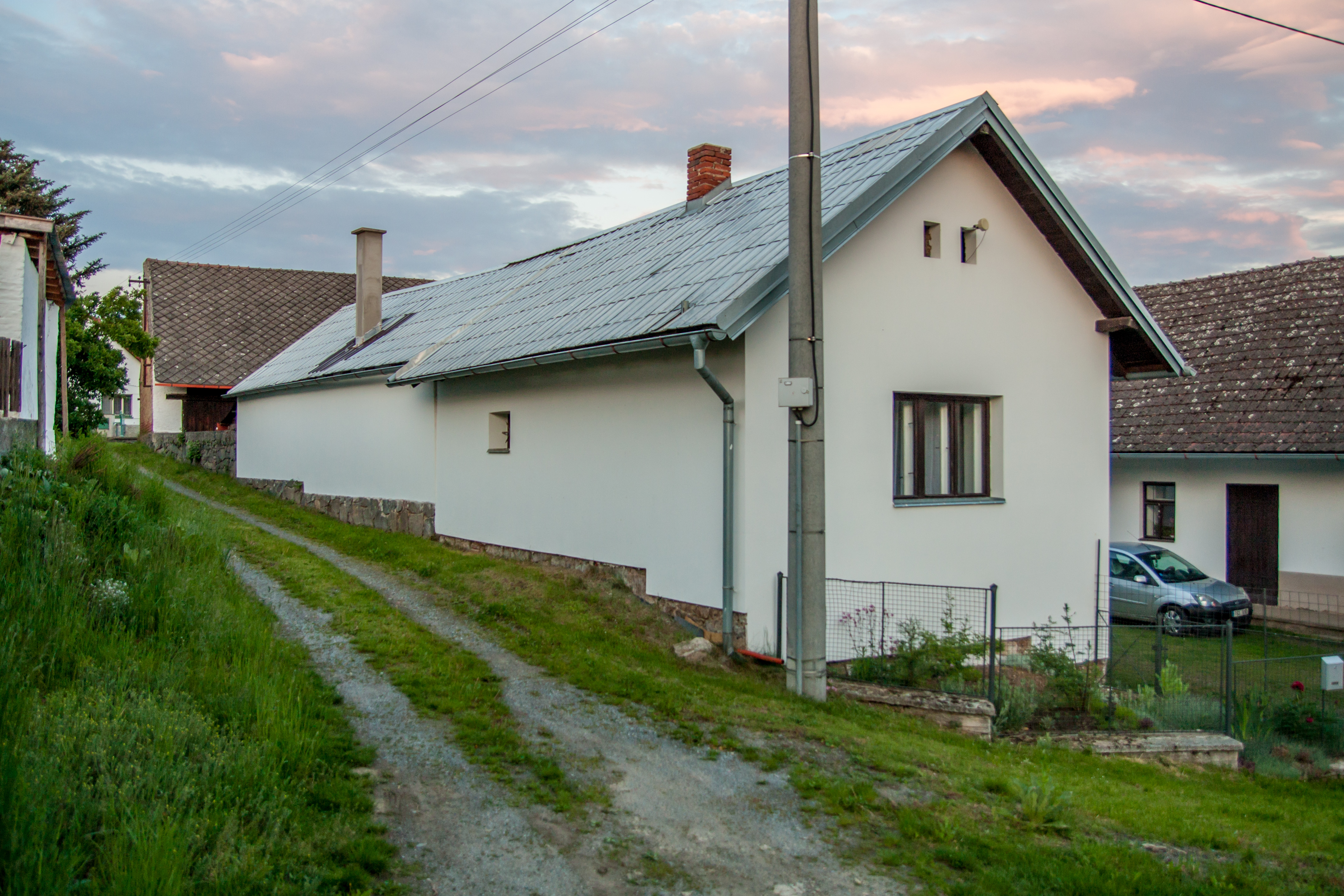
Dům (2019)